# Улица Байды-Вишневецкого
Улица Байды-Вишневецкого (укр. Вулиця Байди-Вишневецького) — улица в Подольском районе города Киева, местности Ветряные горы и посёлок Шевченко. Пролегает от Вышгородской до Каневской улицы.
Примыкают улицы Гамалиевская, Ветряные Горы, переулок Кузьмы Скрябина, Межевая, Светлицкого, Золочевская.

## История
Улица возникла в первой половине XX века. Изначально пролегала до улицы Ветряные горы.  
20 августа 1957 года Новая улица в Подольском районе была переименована на улицу Осиповского — в честь математика Тимофея Фёдоровича Осиповского, согласно Решению исполнительного комитета Киевского городского Совета депутатов трудящихся № 1428.
Согласно Решению исполнительного комитета Киевского городского Совета депутатов трудящихся № 2259, 21 ноября 1961 года к улице Осиповского была присоединена Мозырская улица — в честь города Мозырь, образованная в 1953 года, путём объединением Новой улицы № 291 и Новой улицы № 295.
В процессе дерусификации городских объектов, 8 сентября 2022 года улица получила современное название — в честь волынского православного магната Дмитрия Ивановича Вишневецкого.

## Застройка
Улица пролегает в северо-западном направлении. Начало непарной стороны улицы занимает парк Кристерова горка. Большая часть улицы занята усадебной застройкой, кроме непарной стороны начала улицы — многоэтажная (5-9-этажные дома) жилая застройка, непарной стороны средней части — малоэтажная (3-этажные дома) жилая застройка.
Учрежденияː
1. институт пищевой химии и технологий НАНУ (№ 2-А)
2. дом детей и юношества «Ветряные горы» (№ 9-А)